# Zuständigkeit in Angelegenheiten der Sozialhilfe
Die Zuständigkeit in Angelegenheiten der Sozialhilfe ist äußerst kompliziert, weil sie weitestgehend durch Länderrecht bestimmt wird und sich in den einzelnen Bundesländern teilweise stark unterscheidet. Streitigkeiten in Fragen der Zuständigkeit führen sehr häufig zu Verfahren vor den Sozialgerichten, die nicht selten bis zum Bundessozialgericht betrieben werden.

## Sachliche Zuständigkeit

### Allgemeine Regelung
Die Sozialhilfe wird von örtlichen und überörtlichen Trägern geleistet. Örtliche Träger der Sozialhilfe sind im Regelfall die Landkreise und kreisfreien Städte (§ 3 Abs. 2 SGB XII). Der überörtliche Träger der Sozialhilfe wird von den einzelnen Ländern bestimmt (§ 3 Abs. 3 SGB XII). Es sind dies:
| Baden-Württemberg      | Kommunalverband für Jugend und Soziales Baden-Württemberg                                        |
| Bayern                 | die sieben Bezirke des Landes                                                                    |
| Berlin                 | Senatsverwaltung für Gesundheit, Pflege und Gleichstellung                                       |
| Brandenburg            | Landesamt für Soziales und Versorgung des Landes Brandenburg                                     |
| Bremen                 | Senator/-in für Soziales, Jugend, Frauen, Integration und Sport Bremen                           |
| Hamburg                | Behörde für Arbeit, Soziales, Familie und Integration – Amt für Soziales und Integration         |
| Hessen                 | Landeswohlfahrtsverband Hessen                                                                   |
| Mecklenburg-Vorpommern | die Landkreise und kreisfreien Städte des Landes                                                 |
| Niedersachsen          | Niedersächsisches Landesamt für Soziales, Jugend und Familie                                     |
| Nordrhein-Westfalen    | Landschaftsverband Rheinland und Landschaftsverband Westfalen-Lippe                              |
| Rheinland-Pfalz        | Landesamt für Soziales, Jugend und Versorgung Rheinland-Pfalz                                    |
| Saarland               | Landesamt für Soziales Saarland                                                                  |
| Sachsen                | Kommunaler Sozialverband Sachsen                                                                 |
| Sachsen-Anhalt         | Sozialagentur Sachsen-Anhalt                                                                     |
| Schleswig-Holstein     | Ministerium für Soziales, Gesundheit, Jugend, Familie und Senioren des Landes Schleswig-Holstein |
| Thüringen              | Thüringer Landesverwaltungsamt - Soziales                                                        |

Sachlich zuständig ist grundsätzlich der örtliche Träger, sofern nicht der überörtliche Träger sachlich zuständig ist. Soweit Landesrecht nichts abweichendes bestimmt, ist der überörtliche Träger sachlich zuständig für die Eingliederungshilfe für behinderte Menschen, die Hilfe zur Pflege, die Hilfe zur Überwindung besonderer sozialer Schwierigkeiten und die Blindenhilfe. Sind Leistungsbezieher nach diesen Rechtsgrundlagen stationär untergebracht, ist der überörtliche Träger auch sachlich zuständig für alle anderen Leistungen der Sozialhilfe (§ 97 SGB XII).
Die Länder können regeln, dass die Landkreise einzelne Aufgaben der Sozialhilfe auf die Gemeinden übertragen können, sodass diese in eigenem Namen entscheiden können; der Landkreis bleibt zuständige Widerspruchsbehörde. Hiervon hat etwa das Land Rheinland-Pfalz für die Geldleistungen der Sozialhilfe (Hilfe zum Lebensunterhalt und Grundsicherung im Alter und bei Erwerbsminderung) Gebrauch gemacht. Ebenso ist geregelt, dass der überörtliche Träger einzelne Aufgaben auf die Landkreise und die Gemeinden übertragen kann; auch hier bleibt der überörtliche Träger zuständige Widerspruchsbehörde (§ 99 SGB XII).
Das Landesrecht regelt meist auch, dass der Landkreis oder die Gemeinde vorläufig Leistungen erbringen muss, wenn es Streit um die sachliche Zuständigkeit gibt. Das Bundesrecht sieht dies ausdrücklich nur bei Streit um die örtliche Zuständigkeit vor.

### Abweichende Regelungen

#### Baden-Württemberg
Es ist grundsätzlich immer der örtliche Träger der Sozialhilfe zuständig. Der überörtliche Träger der Sozialhilfe übernimmt keinerlei Aufgaben im Rahmen der Leistungserbringung.

#### Bayern
Der überörtliche Träger der Sozialhilfe ist sachlich zuständig für:
- Leistungen der Hilfe zur Pflege
- die Blindenhilfe
- Hilfen zur Gesundheit, Hilfe zur Überwindung besonderer sozialer Schwierigkeiten und Hilfe in anderen Lebenslagen an teilstationär und stationär untergebrachte Leistungsbezieher oder Bezieher von Hilfe zur Pflege oder Eingliederungshilfe
- Hilfe zum Lebensunterhalt und Leistungen der Grundsicherung im Alter und bei Erwerbsminderung, wenn zugleich die vorgenannten Leistungen oder der Eingliederungshilfe erbracht werden (und nicht ausschließlich teilstationär)

#### Berlin
Zuständig für sämtliche Leistungen der Sozialhilfe sind die einzelnen Bezirke des Landes Berlin.

#### Brandenburg
Es ist grundsätzlich immer der örtliche Träger der Sozialhilfe zuständig, außer bei der Sozialhilfe für Deutsche im Ausland.

#### Bremen
Zuständig für sämtliche Leistungen der Sozialhilfe sind die Städte Bremen und Bremerhaven.

#### Hessen
Es gelten die allgemeinen Regelungen zur sachlichen Zuständigkeit; abweichend davon ist der örtliche Träger der Sozialhilfe sachlich zuständig für:
- Leistungen der Eingliederungshilfe für behinderte Menschen, der Hilfe zur Pflege und der Hilfe zur Überwindung besonderer sozialer Schwierigkeiten außerhalb eines Heimes oder einer betreuten Wohngruppe, es sei denn es handelt sich um Nichtsesshafte im Sinne des Bundessozialhilfegesetzes
- die teilstationäre oder stationäre Unterbringung von Leistungsbeziehern, die das 65. Lebensjahr vollendet haben, außer bei Obdachlosen oder Bewohner eines Behindertenwohnheims, die dort bereits vor Vollendung des 65. Lebensjahres untergebracht waren
- den Besuch eines heilpädagogischen Kindergartens

Ist der Leistungsbezieher gleichzeitig dauerhaft voll erwerbsgemindert im Sinne der gesetzlichen Rentenversicherung, gilt folgendes:
- Bei teilstationärer Unterbringung in einem Behindertenwohnheim ist der örtliche Träger der Sozialhilfe insgesamt zuständig.
- Bei vollstationärer Unterbringung in einem Behindertenwohnheim ist der überörtliche Träger der Sozialhilfe insgesamt zuständig.
- Bei vollstationärer Unterbringung in einem Pflegeheim ist der überörtliche Träger der Sozialhilfe insgesamt zuständig, wenn die Person das 65. Lebensjahr noch nicht vollendet hat.

#### Niedersachsen
Der überörtliche Träger der Sozialhilfe ist sachlich zuständig für:
- die teilstationäre oder stationäre Unterbringung von behinderten und pflegebedürftigen Menschen
- Hilfen zum Besuch einer Hochschule im Rahmen der Eingliederungshilfe für behinderte Menschen
- die Blindenhilfe
- die Hilfe zur Überwindung besonderer sozialer Schwierigkeiten für die Unterbringung von Obdachlosen und für Nichtsesshafte, in letzterem Fall einschließlich der Leistungen der Hilfe zum Lebensunterhalt
- die Sozialhilfe für Deutsche im Ausland

Auch bei teilstationärer Unterbringung ist der überörtliche Sozialhilfeträger zugleich für alle anderen Leistungen der Sozialhilfe sachlich zuständig. Die Zuständigkeit des überörtlichen Sozialhilfeträgers endet grundsätzlich mit Vollendung des 60. Lebensjahres.
Für den Besuch von Privatschulen ist abweichend davon der örtliche Träger der Sozialhilfe zuständig, außer es handelt sich um geistig, seelisch oder sinnesbehinderte Menschen.

#### Nordrhein-Westfalen
Der überörtliche Träger der Sozialhilfe ist sachlich zuständig für:
- die teilstationäre oder stationäre Unterbringung von behinderten Menschen bis zur Vollendung des 65. Lebensjahres, im Falle einer Beschäftigung in einer Werkstatt für behinderte Menschen bis zum Erreichen der Regelaltersgrenze
- die Unterbringung in einer Wohngruppe oder ein ambulant betreutes Wohnen sowie die ambulante Pflege durch einen ambulanten Pflegedienst für erwachsene Menschen bis zur Vollendung des 65. Lebensjahres
- Hilfen zum Besuch einer Hochschule im Rahmen der Eingliederungshilfe für behinderte Menschen
- die Versorgung mit Prothesen und anderen Hilfsmitteln  im Sinne des § 47 SGB IX ab einem Preis von 180 Euro
- die Hilfe zur Überwindung besonderer sozialer Schwierigkeiten bis zur Vollendung des 65. Lebensjahres
- die Blindenhilfe
- die Unterbringung von Kindern in einer Pflegefamilie

Hat ein behinderter Mensch vor Vollendung des 65. Lebensjahres mindestens zwölf Monate ununterbrochen Leistungen der Eingliederungshilfe erhalten, bleibt die Zuständigkeit des überörtlichen Trägers der Sozialhilfe auch nach Erreichen der Altersgrenze erhalten.

#### Rheinland-Pfalz
Der überörtliche Träger der Sozialhilfe ist sachlich zuständig für:
- die Sozialhilfe für Deutsche im Ausland
- die teilstationäre oder stationäre Unterbringung von Leistungsbeziehern, dies gilt auch bei Zwangseinweisung nach dem Psychisch-Kranken-Gesetz
- die Versorgung mit Prothesen und anderen Hilfsmitteln im Sinne des § 47 SGB IX
- die Blindenhilfe
- Leistungen der Sozialhilfe an Nichtsesshafte im Sinne des Bundessozialhilfegesetzes
- Hilfen zum Besuch einer Hochschule im Rahmen der Eingliederungshilfe für behinderte Menschen
- Pflege- und Behandlungsleistungen für Krebskranke

#### Saarland
Der überörtliche Träger der Sozialhilfe ist sachlich zuständig für:
- die Sozialhilfe für Deutsche im Ausland
- Eingliederungshilfe für behinderte Menschen
- Hilfe zur Überwindung besonderer sozialer Schwierigkeiten
- die teilstationäre oder stationäre Unterbringung von pflegebedürftigen Leistungsbeziehern bis zur Vollendung des 65. Lebensjahres
- Blindenhilfe
- Zwangseingewiesene nach dem Psychisch-Kranken-Gesetz

#### Sachsen
Der überörtliche Träger der Sozialhilfe ist sachlich zuständig für:
- die teilstationäre oder stationäre Unterbringung von erwachsenen Leistungsbeziehern bis zur Vollendung des 65. Lebensjahres außerhalb eines Krankenhauses
- Leistungen im Rahmen des ambulant betreuten Wohnens
- Hilfen zum Besuch einer Hochschule im Rahmen der Eingliederungshilfe für behinderte Menschen
- die Beschaffung eines Kraftfahrzeugs nach der Kraftfahrzeughilfe-Verordnung
- die Unterbringung in einem Krankenhaus ab dem 61. Tag

#### Sachsen-Anhalt
Es gelten die allgemeinen Regelungen zur sachlichen Zuständigkeit. Abweichend davon ist für ambulante Leistungen der Hilfe zur Überwindung besonderer sozialer Schwierigkeiten der örtliche Sozialhilfeträger zuständig.

#### Schleswig-Holstein
Der überörtliche Träger der Sozialhilfe ist einzig und allein für die Unterbringung von Obdachlosen zuständig. In allen anderen Fällen ist der örtliche Träger der Sozialhilfe zuständig.

#### Thüringen
Es ist grundsätzlich immer der örtliche Träger der Sozialhilfe zuständig, außer bei der Sozialhilfe für Deutsche im Ausland.

## Örtliche Zuständigkeit
Die örtliche Zuständigkeit ergibt sich allgemein aus dem tatsächlichen Aufenthalt des Leistungsbeziehers. Der gewöhnliche Aufenthalt spielt in der Sozialhilfe keine Rolle (§ 98 Abs. 1 SGB XII).
Wird Sozialhilfe an stationär untergebrachte Personen geleistet, ist hingegen der Träger der Sozialhilfe örtlich zuständig, in dessen Bezirk der Leistungsbezieher seinen gewöhnlichen Aufenthalt bei Aufnahme in die Einrichtung hat oder in den letzten zwei Monaten vor der Aufnahme gehabt hatte. Wird ein Leistungsbezieher erst durch Verlegung in eine andere Einrichtung sozialhilfebedürftig, sind diese Regelungen sinngemäß auf die erste Einrichtung, in die der Leistungsbezieher untergebracht war, anzuwenden.
Steht nach vier Wochen die örtliche Zuständigkeit nicht fest oder ist ein gewöhnlicher Aufenthalt nicht zu ermitteln oder liegt ein Eilfall vor, hat der nach der allgemeinen Regelung örtlich zuständige Träger der Sozialhilfe Leistungen vorläufig zu erbringen; dieser kann sich die Kosten vom tatsächlich örtlich zuständigen Träger der Sozialhilfe nach § 106 SGB XII erstatten lassen. Ist ein gewöhnlicher Aufenthalt immer noch nicht feststellbar, hat der überörtliche Träger der Sozialhilfe die Kosten zu erstatten, sofern ein örtlicher Träger der Sozialhilfe sachlich zuständig war. Die Verlegung in eine an ein Heim angeschlossene Wohngruppe oder ein Urlaub aus dem Heim beendet die stationäre Unterbringung nicht. Wird ein Kind in einer stationären Einrichtung geboren, erbt es den gewöhnlichen Aufenthalt der Mutter (§ 98 Abs. 2 SGB XII).
In einer stationären Einrichtung oder in einem Gefängnis oder in einer Einrichtung des Maßregelvollzugs kann ein Leistungsbezieher grundsätzlich keinen gewöhnlichen Aufenthalt begründen, sodass in diesen Fällen der letzte gewöhnliche Aufenthalt bestehen bleibt (§ 109 SGB XII).
Aus diesen Regelungen folgt die sogenannte "Einrichtungskette": Solange ein Leistungsbezieher lediglich von einer stationären Unterbringung zur nächsten wechselt, bleibt es bei der Zuständigkeit des letzten Sozialhilfeträgers vor Aufnahme in die erste Einrichtung. Dies kann dazu führen, dass bei langen Einrichtungsketten Nachforschungen zum Aufenthalt bis auf Jahrzehnte zurück durchzuführen sind, da nach der Rechtsprechung ggfs. auch auf einen Aufenthalt vor Inkrafttreten des Bundessozialhilfegesetzes im Jahr 1962 (alte Bundesländer)/1991 (neue Bundesländer) zurückzugreifen ist. Lange strittig war indes die Handhabung der örtlichen Zuständigkeit bei sogenannten „gemischten Einrichtungsketten“ zwischen stationären und ambulanten Einrichtungen. Das Bundessozialgericht entschied sich im Jahr 2018 gegen die Existenz dieser gemischten Einrichtungsketten mit der Folge, dass ein Wechsel aus einer stationären in eine ambulante Einrichtung die Zuständigkeit des Sozialhilfeträgers am Ort der stationären Einrichtung begründet und zwar auch für zukünftige stationäre Unterbringungen.
Wird ein Leistungsbezieher aus einer stationären Einrichtung entlassen und bezieht sie innerhalb des Bezirks des für die Einrichtung zuständigen örtlichen Trägers der Sozialhilfe innerhalb eines Monats Leistungen der Sozialhilfe, hat dieser einen Erstattungsanspruch gegen den zuletzt vor Aufnahme in die Einrichtung örtlich zuständigen Träger für bis zu zwei Jahre. Werden für einen Zeitraum von zwei Monaten Leistungen nicht erbracht, weil der Leistungsbezieher den Bezirk verlässt oder erneut stationär untergebracht wird oder die Hilfebedürftigkeit entfällt, entfällt der Erstattungsanspruch (§ 106 Abs. 3 SGB XII).
Wird ein Leistungsbezieher in einer Wohngruppe untergebracht oder erhält er Hilfen im Rahmen des ambulant betreuten Wohnens, ist der Träger der Sozialhilfe örtlich zuständig, der zuletzt vor Eintreten dieser Leistungen örtlich zuständig war oder es gewesen wäre. Diese Regelung existierte zu Zeiten des Bundessozialhilfegesetzes noch nicht; war der Leistungsbezieher zum 1. Januar 2005 bereits ambulant betreut und ergab sich dadurch die örtliche Zuständigkeit des Trägers der Sozialhilfe am aktuellen Wohnort, bleibt diese Zuständigkeit weiter bis zur Beendigung der Hilfe bestehen (§ 98 Abs. 5 SGB XII).